# 1230-as évek
Évszázadok: 12. század · 13. század · 14. század
Évtizedek: 1180-as évek · 1190-es évek · 1200-as évek · 1210-es évek · 1220-as évek · 1230-as évek · 1240-es évek · 1250-es évek · 1260-as évek · 1270-es évek · 1280-as évek
Évek: 1230 · 1231 · 1232 · 1233 · 1234 · 1235 · 1236 · 1237 · 1238 · 1239

## A világ vezetői
- II. András magyar király (Magyar Királyság) (1205–1235† )
- IV. Béla magyar király (Magyar Királyság) (1235–1270† )